# Condado de Okaloosa
El condado de Okaloosa es un condado ubicado en el estado de Florida. En 2020, su población era de 211 668 habitantes. Su sede está en Crestview.

## Historia
El condado de Okaloosa fue creado en 1915. Su nombre proviene de las palabras choctaw oka (agua) y lusa (negra).

## Demografía
Según el censo de 2000, el condado cuenta con 170 498 habitantes, 66 269 hogares y 46 520 familias residentes. La densidad de población es de 70 hab/km² (182 hab/mi²). Hay 78 593 unidades habitacionales con una densidad promedio de 32 u.a./km² (84 u.a./mi²). La composición racial de la población del condado es 83,41% Blanca, 9,10% Afroamericana o Negra, 0,60% Nativa americana, 2,47% Asiática, 0,14% De las islas del Pacífico, 1,33% de Otros orígenes y 2,96% de dos o más razas. El 4,28% de la población es de origen Hispano o Latino cualquiera sea su raza de origen.
De los 66 269 hogares, en el 33,10% de ellos viven menores de edad, 56,20% están formados por parejas casadas que viven juntas, 10,20% son llevados por una mujer sin esposo presente y 29,80% no son familias. El 23,50% de todos los hogares están formados por una sola persona y 7,50% de ellos incluyen a una persona de más de 65 años. El promedio de habitantes por hogar es de 2,49 y el tamaño promedio de las familias es de 2,94 personas.
El 24,70% de la población del condado tiene menos de 18 años, el 9,60% tiene entre 18 y 24 años, el 31,10% tiene entre 25 y 44 años, el 22,40% tiene entre 45 y 64 años y el 12,10% tiene más de 65 años de edad. La edad media es de 36 años. Por cada 100 mujeres hay 102,20 hombres y por cada 100 mujeres de más de 18 años hay 101,50 hombres.
La renta media de un hogar del condado es de $41 474, y la renta media de una familia es de $47 711. Los hombres ganan en promedio $30 977 contra $21 961 para las mujeres. La renta per cápita en el condado es de $20 918 el 8,80% de la población y 6,60% de las familias tienen rentas por debajo del nivel de pobreza. De la población total bajo el nivel de pobreza, el 12,70% son menores de 18 y el 6,50% son mayores de 65 años.

## Ciudades y pueblos

### Municipalidades
- Pueblo de Cinco Bayou
- Ciudad de Crestview
- Ciudad de Destin
- Ciudad de Fort Walton Beach
- Ciudad de Laurel Hill
- Ciudad de Mary Esther
- Ciudad de Niceville
- Pueblo de Shalimar
- Ciudad de Valparaiso

### No incorporadas
- Eglin AFB
- Lago Lorraine
- Ocean City